# Лоуренса
Лоуренса (гал. Lourenzá, ісп. Lorenzana) — муніципалітет в Іспанії, у складі автономної спільноти Галісія, у провінції Луго. Населення — 2542 осіб (2009).
Муніципалітет розташований на відстані близько 450 км на північний захід від Мадрида, 55 км на північний схід від Луго.
Муніципалітет складається з таких паррокій: Лоуренса, Сан-Томе-де-Лоуренса, Сан-Шуршо-де-Лоуренса, Санто-Адрао-де-Лоуренса.

## Демографія
Динаміка населення (INE ):

## Галерея зображень

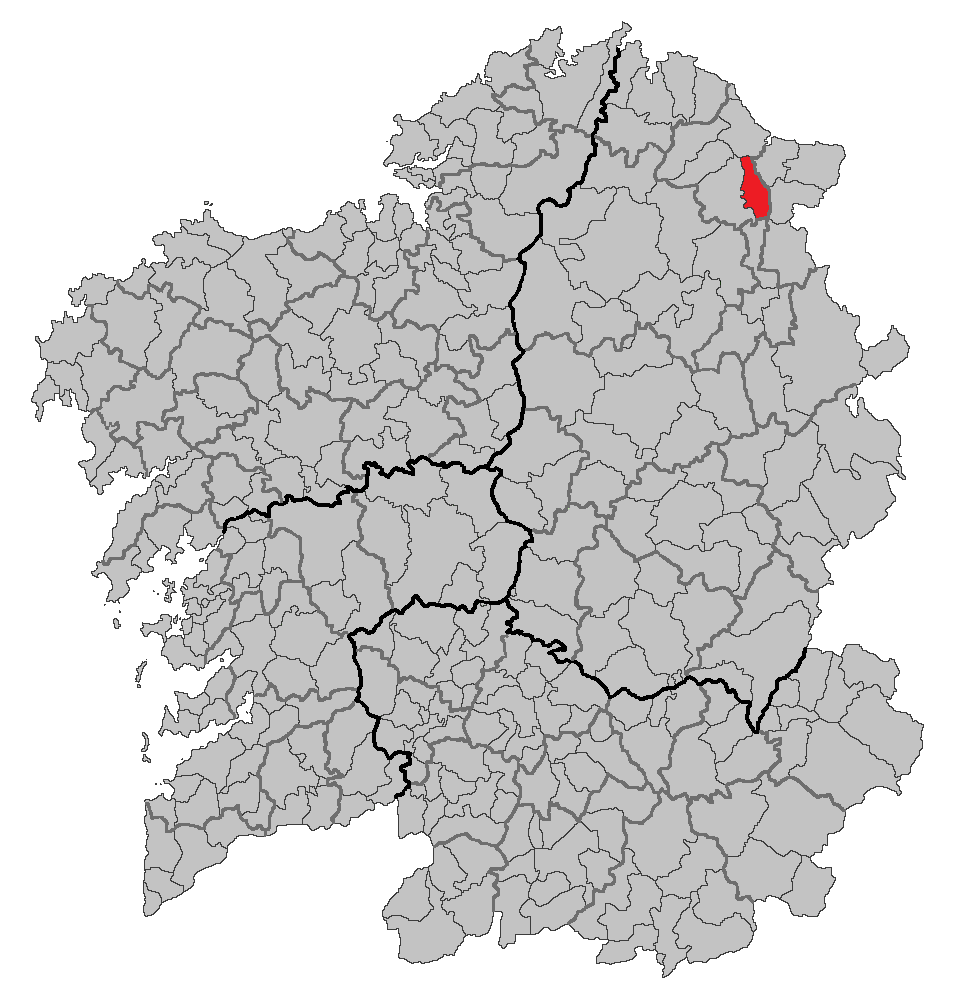
Розташування муніципалітету

## Парафії
Муніципалітет складається з таких парафій: 

## Релігія
Лоуренса входить до складу Лугоської діоцезії Католицької церкви.